# Vuurtoren van Eddystone
De vuurtoren van Eddystone (Eddystone Lighthouse) staat op de Engelse Eddystone Rocks, een door de zee overspoelde en door erosie aangetaste rotsgroep die zich ongeveer op 20 kilometer ten zuiden en iets ten westen van de in het graafschap Devon gelegen havenstad Plymouth bevindt. Het gesteente van deze klippen bestaat uit rode gneis. De toren, die in 1882 in gebruik genomen werd en drie voorgangers had, signaleert deze gevaarlijke hindernis.

## Kenmerken en uitrusting
De 49 meter hoge en cilindervormige toren heeft een brede basis die naar boven toe smaller wordt. Boven het lichthuis werd een helikopterplatform aangebracht. Door de ronddraaiende optiek met een brandpuntsafstand van 250 mm worden om de 10 seconden twee witte flitsen gegenereerd. Het elektrische licht, dat zich 41 meter boven het gemiddelde zeeniveau bevindt, heeft intensiteit van 26 200 candela en is zichtbaar tot op 17 zeemijl. Bij slechte zichtbaarheid genereert een misthoorn een toon om de 30 seconden. De installatie wordt gecontroleerd vanuit het Planning Centre van Trinity House in Harwich in Essex.

## Geschiedenis

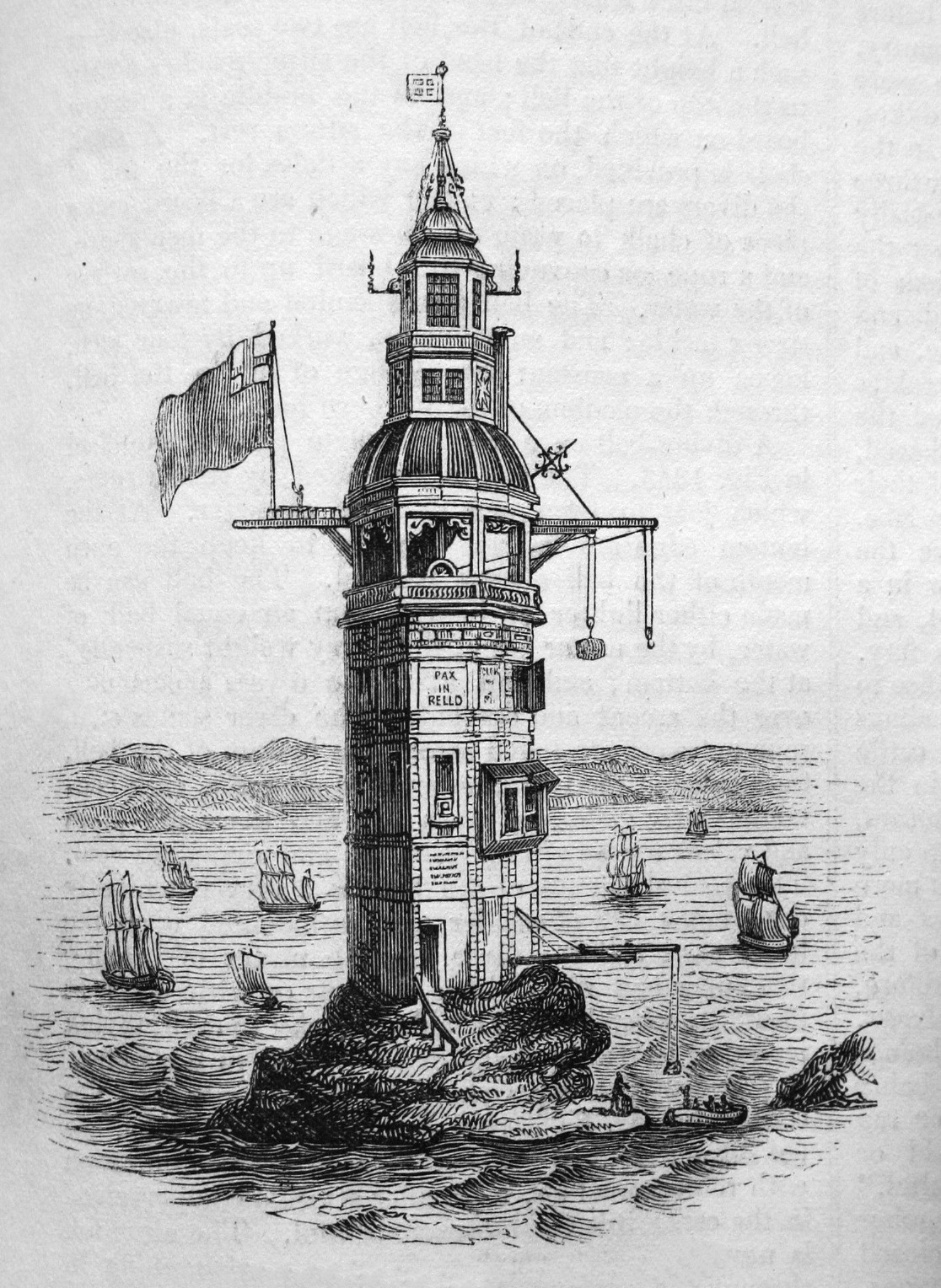
De toren van Winstanley, na de aanpassingen van 1699.

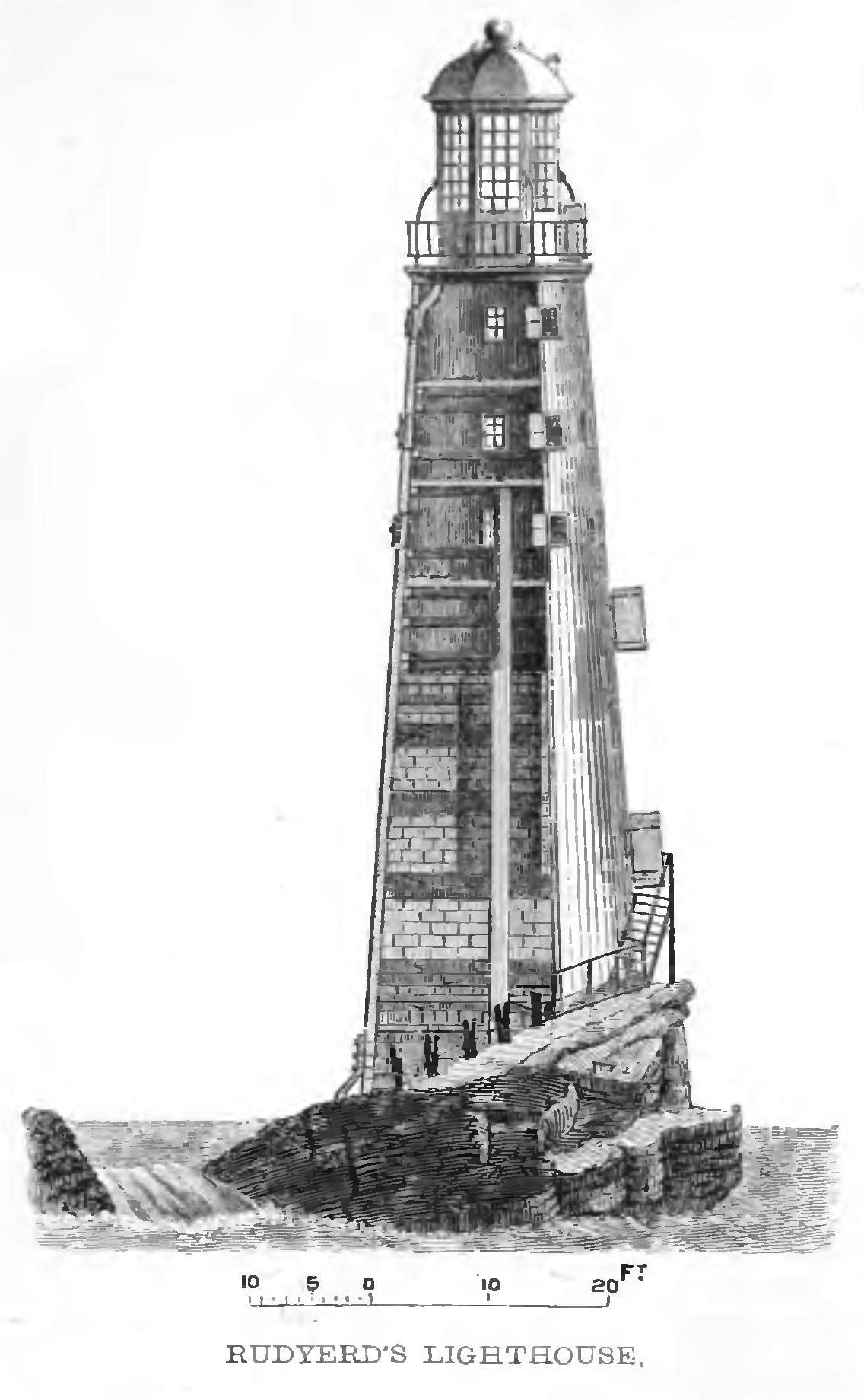
Dwarsdoorsnede van de vuurtoren van Rudyerd.

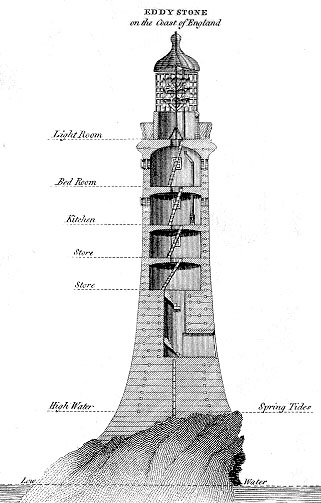
Dwarsdoorsnede van de toren van Smeaton.

De toren van Douglass, tussen 1890 en 1900. Links is het restant van de toren van Smeaton zichtbaar.

### De vraag naar een vuurtoren
De rotsgroep van Eddystone bestaat uit een aantal pieken die gedeeltelijk boven het water uitsteken maar bij ruwe zee aan het oog worden onttrokken door schuim en opspattend water. Bovendien veroorzaakt de stroming in het Kanaal draaikolken rond deze rotsen. Vanaf de 17e eeuw, tijdens het opbloeien van de internationale handel, bezochten steeds grotere schepen de haven van Plymouth. Omdat de rotsgroep in de vaarroute lag gingen veel schepen verloren. Sommige schepen bleven dicht bij de Franse kust of de Kanaaleilanden om dit gevaar te vermijden maar liepen daar aan de grond. In 1664 werd Trinity House verzocht om op de rotsen een vuurtoren op te richten, maar hoewel de vennootschap er de noodzaak van inzag, vond ze het idee niet uitvoerbaar. Omdat schepen bleven vergaan op Eddystone gaf Trinity House in 1695 aan Walter Whitfield, een lid van de plaatselijke bevolking, de opdracht om, op eigen kosten en risico, een vuurtoren op te richten. Whitfield stemde eerst toe, maar na een bezoek aan de constructieplaats besloot hij de opdracht niet te aanvaarden.

### De toren van Winstanley
Omdat Henry Winstanley, de eigenaar van vijf schepen, er twee verloren had op de rotsen van Eddystone stelde hij aan de bevolking van Plymouth voor om een vuurtoren op de hindernis op te richten. In 1696 werden de werkzaamheden gestart. Op het westelijkste punt van de rotsformatie, dat ook bij hoog water boven het wateroppervlak bleef uitsteken, richtte hij twaalf ijzeren staven op in de vorm van een cirkel die het raamwerk vormden voor de fundering van de toren. Deze arbeid werd bemoeilijkt door het voortdurend opspattende zeewater, de hardheid van de rotsformatie die er voor zorgde dat het gereedschap telkens brak en de vermoeiende reis van en naar de bouwplaats die, naargelang de weersomstandigheden, tot 9 uur in beslag kon nemen.
In 1697, toen Winstanley de voet van de toren had opgericht, werd hij door de Fransen ontvoerd die op dat moment in oorlog waren met de Engelsen. Lodewijk XIV, de Franse koning, stuurde Winstanley terug naar Engeland met de woorden: "Ik ben in oorlog met Engeland, maar niet met de mensheid." Na zijn terugkomst werkte Winstanley de toren verder af. Op het onderste gedeelte, dat bestond uit steen, kwam een houten constructie met daarin een aantal kamers. Op 14 november 1698 werden de talgkaarsen in het lichthuis voor de eerste keer aangestoken.
Na een inspectieronde in de lente van 1699 besloot Winstanley om de toren te versterken en volledig te omhullen. Hij had gemerkt dat de zee het cement tussen de stenen wegspoelde. Hij probeerde dit te verhinderen door het aanbrengen van metalen banden rond het gebouw. Bovendien werd de toren verhoogd tot iets meer dan 18 m zodat het licht niet meer door hoge golven kon worden gedoofd. Het bouwwerk, dat nu een achthoekige vorm had, werd uitgerust met een aantal ornamenten zoals een galerij rond het lichthuis, een vlaggenstok, een windwijzer en een aantal hijskranen om voorraden over te laden. Deze nieuwe constructie, die door sommigen werd vergeleken met een pagode, werd voor de eerste keer verlicht in 1699.
Op 26 november 1703 voerde Winstanley herstellingswerken uit in de toren toen een zware storm het gebouw vernielde en alle aanwezigen omkwamen.

### De toren van Rudyerd
In juli 1706 begon John Rudyerd, een rijke zijdehandelaar, met het oprichten van een nieuwe toren op dezelfde plaats als de vorige. Hij deed dit in opdracht van John Lovett, een kapitein die in 1705 de rotsen voor 99 jaar van Trinity House in concessie gekregen had. Rudyerd koos voor een volledige houten structuur omdat die volgens hem de nodige soepelheid bezat om de kracht van de golven te weerstaan. Deze constructie werd vastgezet met metalen staven die in de rotsgaten een zwaluwstaartverbinding vormden en verankerd werden met gegoten lood. De 7 meter brede basis van de toren werd gevormd door zware, op elkaar gestapelde eikenhouten blokken. De toren zelf bestond uit afwisselende lagen graniet en hout, die met een systeem van bouten, metalen staven en houten pinnen werden vastgezet. De 21,5 meter hoge toren versmalde naar boven toe en mat 4 meter aan de top. Op 28 juli 1708 stak Rudyerd, die in 1713 zou overlijden, voor de eerste keer de 24 talgkaarsen aan.
Op 2 december 1755 vatte het houten en door kaarsen verlichte lichthuis vuur. Henry Hall, een 94-jarige vuurtorenwachter, keek bij de bluspogingen omhoog en slikte daarbij gesmolten lood in. Twaalf dagen later overleed hij. Bij de lijkschouwing werd er een gestolde klomp lood in zijn maag aangetroffen. De toren werd door het vuur volledig vernield.

### De toren van Smeaton
Na het verdwijnen van de toren van Rudyerd legde Trinity House voorlopig een lichtschip uit om de gevaarlijke plaats aan te geven. De nieuwe eigenaar van de Eddystone, Robert Weston, zag de noodzaak van een nieuwe vuurtoren in. Hij wendde zich tot de Engelse Royal Society, die hem constructeur John Smeaton aanbeval.
Smeaton baseerde zijn ontwerp op de vorm van een eik. Hij koos voor een volledige stenen toren, die onderaan een brede basis had en waarvan de wanden met het toenemen van de hoogte geleidelijk evenwijdig begonnen te lopen.
Na een lange voorbereiding aan land begonnen op 3 augustus 1756 de werkzaamheden op de rots. Op 12 juni 1757 werd het eerste steenblok uit een boot op de rots gehesen. De stenen werden met zwaluwstaartverbindingen in elkaar gepast en de verschillende steenlagen werden met marmeren en eikenhouten verbindingen aan elkaar verankerd. Om het wegspoelen van het nog niet verharde cement door de zee tegen te gaan, werkte Smeaton met een nieuw soort sneldrogende mortel. De werkzaamheden werden geregeld onderbroken door stormachtig weer. Op 16 augustus 1759 was het metselwerk van de 21 meter hoge toren afgewerkt. Op 16 oktober 1759 konden de 24 kaarsen in het lichthuis door de drie vuurtorenwachters aangestoken worden.
In 1807 nam Trinity House het beheer van de toren over om in 1811 de kaarsen te vervangen door 24 Argandse lampen. In 1845 werd een systeem met fresnellenzen geïnstalleerd, waardoor de zichtbaarheid van het licht sterk toenam.
Tijdens een aantal inspecties kwam aan het licht dat de rots onder de toren geleidelijk door de zee uitgevreten werd. De stabiliteit van de constructie werd verder aangetast door het aanhoudende inbeuken van de golven die het hele bouwwerk deden trillen. Er werden herstellingen uitgevoerd in 1837 en 1865 maar de bouw van een nieuwe toren drong zich op. Tijdens het oprichten van deze nieuwe constructie werd de toren van Smeaton zorgvuldig afgebroken en steen voor steen opnieuw opgebouwd in Plymouth, waar hij nu als monument dienstdoet. De voet van de toren werd niet afgebroken en bleef achter op Eddystone.

### De toren van Douglass
James Douglass, een ingenieur in dienst bij Trinity House, baseerde het ontwerp van de nieuwe toren op dat van Bishop Rock en Wolf Rock, twee vuurtorens die hij op rotsen had laten plaatsen. De werken werden op 17 juli 1878 gestart. Douglass koos een nieuwe plaats op Eddystone. Omdat de bouwplaats bij hoog tij onder water kwam te staan, was de aanleg van een cirkelvormige betonnen kofferdam noodzakelijk. De dam werd steeds opnieuw door het tij gevuld en diende voortdurend leeggepompt te worden. Het torenfundament werd gevormd door een 6,7 meter hoge gemetselde cilinder met een doormeter van 13,4 meter. Deze basis diende als golfbreker en beschermde de rest van de toren tegen hoge golven.
Voor de eigenlijke toren waren 2 171 blokken graniet uit Cornwall nodig, die met het zwaluwstaartsysteem in elkaar werden gepast. De dikte van de muren bedroeg onderaan 2,6 meter, bovenaan was dat nog 0,68. In de toren werden 9 kamers voorzien. Naast opslagruimten en dienstruimten stond er ook een woonkamer en een slaapgelegenheid ter beschikking. Aan de beide zijden van het lichthuis werden twee klokken van elk 2 ton opgehangen die bij slechte zichtbaarheid in werking werden gesteld.
Op 18 mei 1882 werd de oorspronkelijke lichtbron, die bestond uit Argandse lampen, voor het eerst ontstoken. Dit licht werd gebundeld door een roterend lenzenstelsel met bijhorende prisma's. Een uurwerkmechanisme bracht het systeem in beweging. Later werd de lichtbron vervangen door lampen op paraffineolie. Toen Trinity House in 1959 een elektrische lichtbron installeerde, werd het 7 ton zware lenzenstelsel vervangen door een lichtere optiek. De lichtbron bestond nu uit een lamp met een vermogen van 1 250 watt. Drie generatoren, waarvan er telkens een actief was, zorgden voor de elektriciteit. De toren werd in 1982 door Trinity House als eerste geautomatiseerd.